# اسکای براون
اسکای براون (ژاپنی: スカイ・ブラウン؛ زادهٔ ۷ ژوئیهٔ ۲۰۰۸) اسکیت‌بردباز زن ژاپنی‌تبار اهل بریتانیا است. وی از سال ۲۰۱۶ میلادی تاکنون مشغول فعالیت بوده‌است.
وی در مسابقات کشوری و بین‌المللی در مجموع برندهٔ ۱ مدال طلا، ۲ مدال برنز شده‌است.